# Aparat de respirat filtrant
Aparatul de respirat filtrant  este un echipament de protecție individuală utilizat pentru protecția căilor respiratorii și filtrarea aerului toxic. Scopul este acela de a oferii purtătorului o protecție sporită în zone toxice. Tipul cel mai bine cunoscut este masca de protecție contra fumului și gazelor, care este pentru uz militar.

## Masca industrială cu bretele model M74
Masca de protecție este utilizată pentru protecția individuală a căilor respiratorii, a ochilor și a feței purtătorului împotriva substanțelor toxice sub forma de gaze, vapori sau aerosoli, împreună cu un filtru adecvat noxei și concentrației acesteia. Este alcătuită din fața de mască exterioară cu două vizoare, semimasca interioară cu două supape de inspirație, blocul supapă inspirație, blocul supapă expirație, un sistem de bride pentru fixare pe purtător și un sistem de purtare. Se execută în 3 talii (1, 2, 3), cu talia 1 cea mai mare.